# Eternamente bella
Eternamente bella es el nombre del tercer álbum de estudio grabado por la cantautora mexicana de rock en español, Alejandra Guzmán.
El álbum fue lanzado al mercado el 8 de mayo de 1990, por la empresa discográfica Cintas y Discos Melody (después Fonovisa), logró un éxito mucho mayor a su segundo LP. Con este proyecto, la cantante arrancó una extensa gira de conciertos en la que destaca su presentación ante 17 000 personas en la "Arena México". Este recorrido más tarde se extendería por toda la República Mexicana, Estados Unidos, Centro y Sudamérica, obteniendo del público el reconocimiento como "La cantante del año" y situándose coma la artista más querida y admirada del momento. Ese mismo año, Alejandra debutó en el cine con su primer y único largometraje hasta la fecha, Verano peligroso colocándose como el tercer lugar de las cintas más taquilleras del año en México. Los temas "Eternamente bella" y "Cuidado con el corazón" tuvieron gran éxito en las estaciones de radio hispanoamericanas.
A cinco meses de su lanzamiento, Eternamente bella fue certificado tres veces disco de platino por sus 750 000 unidades vendidas. Tres meses después logró vender 1 000 000 de copias de su trabajo, consiguiendo ser la cantante femenina con más ventas del sello Melody (Fonovisa).

## Lista de canciones
| Lado A |                        |                              |          |  |
| N.º    | Título                 | Escritor(es)                 | Duración |  |
| 1.     | «Sheriff»              | J. Ramón Florez · Cayre      | 3:18     |  |
| 2.     | «Un grito en la noche» | C. Arango                    | 3:51     |  |
| 3.     | «Llama por favor»      | J.R. Florez · G.P. Felisatti | 4:20     |  |
| 4.     | «Enternamente bella»   | J.R. Florez · G.P. Felisatti | 3:25     |  |
| 5.     | «Estoy bien»           | J.R. Florez · Cayre          | 3:22     |  |

| Lado B |                          |                             |          |  |
| N.º    | Título                   | Escritor(es)                | Duración |  |
| 1.     | «Guante de seda»         | J.R. Florez · Miguel Blasco | 3:03     |  |
| 2.     | «Que me das»             | J.R.Florez · Valle          | 3:43     |  |
| 3.     | «Cuidado con el corazón» | J.R.Florez · Valle          | 3:33     |  |
| 4.     | «Di que sí, di que no»   | C. Arango                   | 3:48     |  |
| 5.     | «Cámara de gas»          | J.R. Florez · Cayre         | 3:18     |  |

© MCMXC. Melody Discos. S.A. de C.V. (México).

## Sencillos
- «Eternamente bella»
- «Cuidado con el corazón»
- «Llama por favor»
- «Guante de seda»
- «Un grito en la noche»

## Equipo técnico
- Productor ejecutivo: Miguel Blasco
- Realizado y dirigido por: Gian Pietro Felissatti
- Arreglos: Felissatti, Santanoe, Loris Ceroni
- Grabado en: Milán, Italia en Baby Estudio por Massimo Noe; Boloña en Ceroni Studio por Loris Ceroni
- Voz: Estudio Balu-Balu en Madrid, España por J.A. Álvarez Alija
- Mix: Estudio Balu-Balu en Madrid, España por John Place
- Fotografía: Carlos Somonte
- Peinador: Juan Álvarez
- Maquillista: Eduardo Arias